# Bernbach (Bidingen)
Bernbach  (mundartl.: Bearɘbach) ist ein Gemeindeteil der Gemeinde Bidingen und eine Gemarkung im schwäbischen Landkreis Ostallgäu.

## Geografie
Das Kirchdorf Bernbach liegt in der Planungsregion Allgäu zweieinhalb Kilometer westlich von Bidingen. Die Höhenlage beträgt 782 m NHN.
Die Gemarkung Bernbach hat eine Fläche von 1261,76 Hektar und liegt vollständig auf dem Gebiet der Gemeinde Bidingen. Auf ihr liegen die Bidinger Gemeindeteile Bernbach, Etzlensberg, Korbsee und Ob.

## Geschichte
Die katholische Pfarrkirche St. Johannes der Täufer ist ein Bau des 15./16. Jahrhunderts, das Turmunterteil des 12./13. Jahrhunderts. Eine barocke Umgestaltung erfolgte 1766. Die Gemeinde Bernbach wurde 1818 durch das bayerische Gemeindeedikt begründet. Bernbach hieß von 1875 bis 1912 offiziell "Bärnbach". Die Gemeindeteile waren Bernbach, Etzlensberg, Korbsee und Ob. Die Gemeinde gehörte bis zur Gebietsreform 1972 zum Landkreis Marktoberdorf. Zum 1. Januar 1978 wurde die Gemeinde Bernbach nach Bidingen eingegliedert. Die Pfarrei Bernbach  gehört heute zur Pfarreiengemeinschaft Bidingen/Biessenhofen.